# Цуг
Цуг (лат. Tugium) је град у Швајцарској. Цуг лежи на северноисточној обали Цушког језера и имао је према подацима из 2005. 24.179 становника. Цуг је важан економски и индустријски град. У свету је Цуг познат по канцеларијама ФИФЕ, Сименса (Швајцарска) и тенисера Бориса Бекера. Цуг је главни град истоименог кантона Цуга.

## Географија
Цуг се налази у срцу Швајцарске. Град се налази између Цириха и Луцерна. У близини се налази и планина Цугерберг. Са 1.165 m надморске висине, ово је највиша планина у околини Цуга. Са планине пружа се леп поглед на Цуг и на Цушко језеро које је било у средњем веку важан извор воде за становништво Цуга. Данас је Цуг важан економски и индустријски град у Швајцарској. 

## Становништво
Цуг има око 24.000 становника, и представља највећи град кантона Цуг. Од тих 24.000 становника око 24% су странци - досељеници. 
Према подацима из 2000, 81,8% становништва Цуга је говорило немачки, 3,8% италијански а 3,2% српскохрватски.
Већина становништва Цуга су католици. Према подацима из 2004. 57% становништва су били католици, 17% протестанти, 12% су били припадници других религија а 14% се нису изјаснили као верници.

## Саобраћај
Цуг је важан саобраћајни чвор у централној Швајцарској.
Цуг се налази на важној железници Цирих–Луцерн. Одавде постоје свакодневне линије возом за Цирих или за Луцерн. 2003. је отворена нова железничка станица у Цугу. Стара станица је срушена.
Кроз Цуг пролази ауто-пут А4 и други важни путеви који повезују Цуг са остатком Швајцарске.
Најближи аеродром је аеродром Цирих који се налази око 60 минута пута возилом од Цуга.

## Економија
Цуг је један важан економски и индустријски град. Овде је седиште многих међународних организација и фирми као што су ФИФА или Сименс (Швајцарска). Један од разлога за то је да се у кантону Цуг плаћа најмањи порез у Швајцарској. У Цугу постоји 24.000 радних места и око 12.000 регистрованих фирми. Сименс (Siemens Building Technologies) је са око 1.900 радних места највећи послодавац у Цугу. После Сименса највећи послодавци су различите службе кантона Цуг са око 1.600 радних места.